# 谷口澄夫
谷口 澄夫（たにぐち すみお、 1913年9月30日- 2001年1月15日）は、日本の歴史学者・教育者。

## 概略
岡山県牛窓町（現・瀬戸内市）に生まれる。1940年に広島文理科大学を卒業。1949年岡山大学教育学部助教授、1953年同教授となる。岡山藩の研究で大きな成果を残した。
1969年には前学長の退任を受け学長代行（学長事務取扱）に選ばれ、同年岡山大学の第7代学長となる。学園紛争期の難局を乗り切った。退任し名誉教授。後の1978年には、新たに開学した兵庫教育大学の初代学長に迎えられる。1986年まで同大学学長を務めた後、倉敷芸術科学大学学長、就実女子大学学長を歴任。その他、数々の教育・文化関連団体の要職に就いた。
1981年岡山県三木記念賞。1986年勲二等旭日重光章。教育及び大学運営に対する多大な功績がみとめられ、岡山県から名誉県民の称号が贈られた。
公益財団法人福武教育文化振興財団により、谷口の名を冠する褒賞として、「岡山県の教育の向上に著しい貢献が期待される教育者または団体」に贈られる「谷口澄夫教育奨励賞」が創設されている。

## 主な著作

### 単著
- 『池田光政』人物叢書（吉川弘文館、1961年）
- 『岡山藩』（吉川弘文館、1964年）
- 『岡山藩政史の研究』（塙書房、1964年）
- 『岡山県の歴史』（山川出版社、1970年）

### 共編著
- 『特別史跡閑谷学校』（神野力との共著）、（福武書店、1975年）
- 『瀬戸内の風土と歴史』（山川出版社、1978年）
- 『岡山県風土記』（石田寛と監修）（旺文社、1996年）